# 성광벤드
성광벤드(Sung Kwang Bend Co., Ltd.)는 대한민국의 용접용 금속 관이음쇠를 제조하는 코스닥 상장 기업이다. 성광벤드의 매출은 금속 관이음쇠 단일 사업에서 나오며, 금속 관이음쇠는 조선업, 석유화학, 조선해양, 발전플랜트 등에서 사용된다.

## 사업
성광벤드의 주요 납품처는 대우조선해양, 현대중공업, 두산중공업, 삼성엔지니어링, 삼성중공업, 지에스건설, 에스케이건설 등이다. 이들 대형 거래처들로부터 기술력과 생산능력을 인정받아 지속적으로 제품을 공급하고 있다.
2014년도 시장 점유율은 56% 가량이며, 유사 업종의 경쟁 회사로는 태광이 있다. 사업 특성상 유가가 하락하면 좋지 못하고, 건설업 등의 경기에 민감하다.
큰 기복이 없이 지속적으로 흑자를 기록하는 회사였지만, 2014년경부터 건설・조선업계 등의 침체의 직격탄을 맞아 매출이 급감하고 주가가 하락하는 추세를 보여 왔다.

## 역사
- 1963년 2월 성광벤드 공업사 설립
- 1973년 1월 용접용 엘보(ELBOW)의 성형 방법에 관한 발명 특허 취득
- 1980년 2월 (주) 성광벤드 법인 설립
- 1991년 8월 관이음쇠 제조 방법(발명) 1989년 특허 등록 출원 공고.
- 2001년 1월 녹산공장 준공(스테인리스 전문 공장) 및 코스닥 상장

## 참고 문헌
1. ↑  성광벤드, 유가하락 부담에 '약세', 시원스탁 Dec 15, 2014
2. ↑  조선업계 대규모 손실 쇼크… 기자재 업체에 '쓰나미 파장', 서울경제 2015.07.20